# Стара відьма

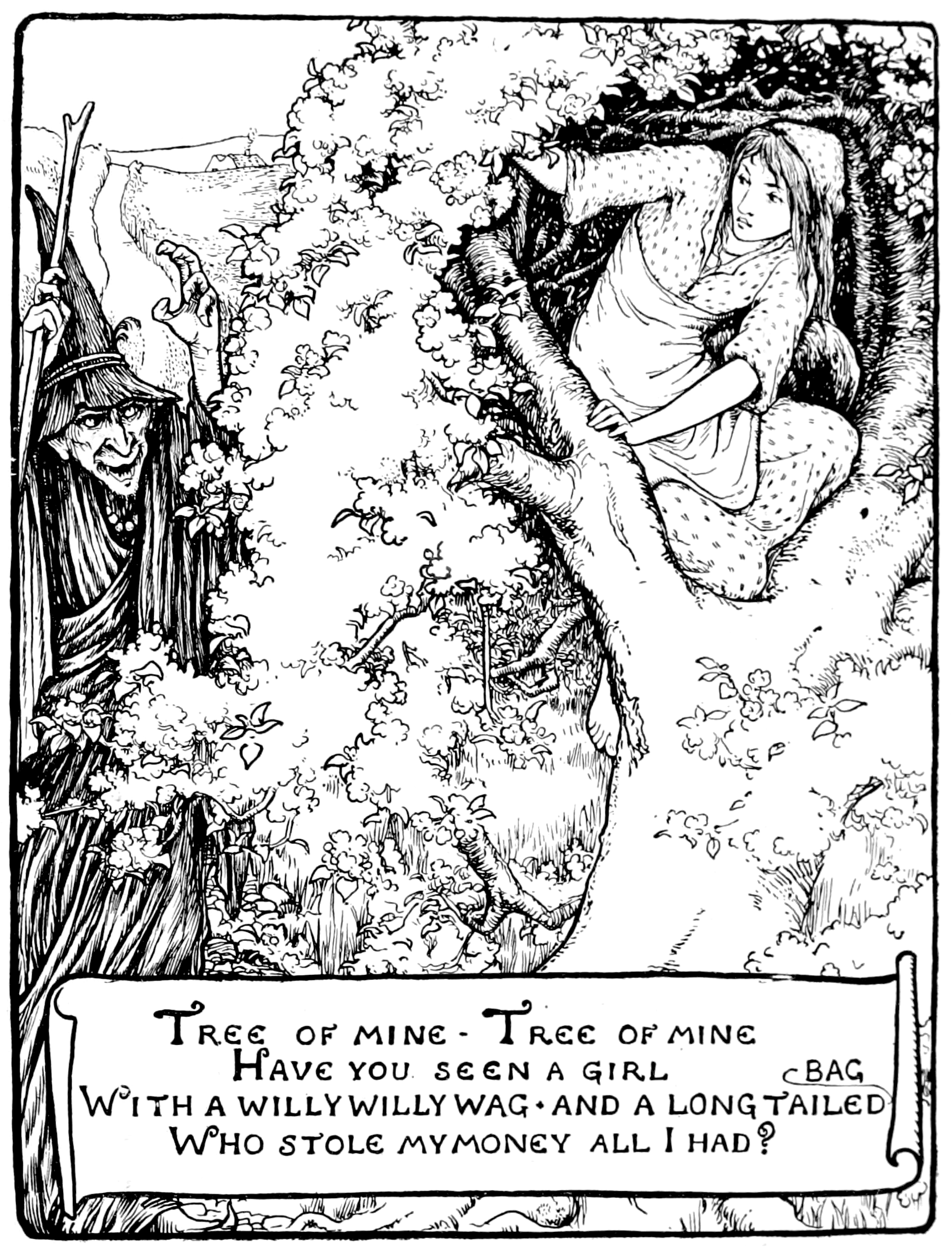
Ілюстрація Джона Д. Баттена із зображенням яблуні, яка ховає дівчину від старої відьми.

«Стара відьма» — англійська казка, опублікована Джозефом Джейкобсом у його книзі «Більше англійських казок» 1894 року. Вона також включена до «Книги відьом» Рут Меннінг-Сендерс і «Книги британських казок» Алана Гарнера. Ніл Воткінс дослідив історію «Старої відьми». У «Книзі англійських народних казок Воткінса» PP.55-60 Воткінс записує, що дев'ятирічна дівчинка на ім'я Нора розповіла цю історію Еллен Чейз у Дептфорді (нині у Великому Лондоні) у 1892 році. Еллен Чейз передала свою копію оповідання місіс Гомме, яка потім надіслала її Джозефу Джейкобсу. Воткінс зазначає, що «відразу стає зрозуміло, що текст Гомма/Джейкобса є радикальним переглядом оригіналу, а не невеликим доопрацюванням для публікації». Оригінальні нотатки Чейза були опубліковані в FLS News (10 1990) як «Відьма та її слуга» і відтворені у Watkins стор.58-59.
В Арне-Томпсона це казка 480, добрі та недобрі дівчата. Інші до цього типу включають Пані Метелиця, Сіта-кірі Судзуме, Фея та жаби, Mother Hulda, Дід Мороз, Троє лісових чоловічків, Зачарований вінок, Три голови в криниці та Дві скриньки. Літературні варіанти становлять «Три феї» та «Аврора та Еме».

## Конспект
Одного разу було подружжя, у якого було дві дочки, а батько не мав роботи. Дочки хотіли шукати щастя, а одна сказала, що піде на службу. Її мати сказала, що зможе, якщо знайде місце.
Дочка шукала, але, не знайшовши нічого, зрештою натрапила на піч, повну хліба. Хліб благав дівчину вийняти його, і вона послухалася. Дівчина продовжувала і зрештою дійшла до корови, яка благала її подоїти, що вона й зробила. Потім вона підійшла до яблуні, яка благала її обтрусити яблука, що вона й зробила.
Продовжуючи пошуки, дівчина натрапила на будинок старої відьми, і стара відьма наказала їй прибрати будинок, але заборонила їй дивитися в трубу. Одного разу вона так і зробила, і мішки з грошима впали. Дівчина відразу зібрала їх і втекла.
Зрозумівши, що накоїла дівчина, стара відьма погналася за нею. Кожного разу, коли стара відьма наближалася до того, щоб схопити її, яблуня і корова ховали її. Коли дівчина підійшла до печі, вона сховала її за нею і обманом заманила стару відьму, заманивши її в пастку надовго. Дівчина використала отриманий мішок грошей, щоб вийти заміж за заможного чоловіка.
Її сестра вирішила спробувати те саме, але натомість відмовилася допомогти печі, корові та яблуні. Коли вона вкрала золото, яблуня відмовилася її ховати, і стара відьма схопила її, побила і забрала мішок з грошима.